# Reunion (1936)
Reunion is een Amerikaanse filmkomedie uit 1936 onder regie van Norman Taurog;

## Verhaal
De kamer van koophandel brengt verschillende mensen samen, die allemaal door de gynaecoloog John Luke op de wereld werden gezet. Onder hen bevindt zich de vijfling Wyatt. Dokter Luke geeft hun allemaal wijze raad.

## Rolverdeling
| Acteur              | Personage            |
| ------------------- | -------------------- |
| Jean Hersholt       | Dr. John Luke        |
| Cecile Dionne       | Cecile Wyatt         |
| Yvonne Dionne       | Yvonne Wyatt         |
| Annette Dionne      | Annette Wyat         |
| Emile Dionne        | Emilie Wyatt         |
| Marie Dionne        | Marie Wyatt          |
| Rochelle Hudson     | Mary MacKenzie       |
| Robert Kent         | Tony Luke            |
| Helen Vinson        | Gloria Sheridan      |
| Slim Summerville    | Jim Ogden            |
| John Qualen         | Asa Wyatt            |
| Dorothy Peterson    | Katherine Kennedy    |
| Alan Dinehart       | Philip Crandell      |
| J. Edward Bromberg  | Charles Renard       |
| Sara Haden          | Ellie                |
| Montagu Love        | Basil Crawford       |
| George Ernest       | Rusty                |
| Esther Ralston      | Janet Fair           |
| Katharine Alexander | Mevrouw Crandall     |
| Julius Tannen       | Sam Fisher           |
| Edward McWade       | Redacteur            |
| Maude Eburne        | Mevrouw Barton       |
| George Chandler     | Jake                 |
| Claudia Coleman     | Mevrouw Simms        |
| Hattie McDaniel     | Sadie                |
| Tom Moore           | Dr. Richard Sheridan |